# Kajakarstwo na Letnich Igrzyskach Olimpijskich 1968 – K-1 1000 m mężczyzn
K-1 1000 m mężczyzn – jedna z konkurencji rozgrywanych w ramach kajakarstwa, podczas letnich igrzysk olimpijskich w 1968. Eliminacje odbyły się 22 października, repasaże – 23 października, półfinały – 24 października, a finał został zaś rozegrany 25 października.
Do eliminacji zgłoszonych 21 zawodników, po jednym z każdego kraju. Z każdej rundy eliminacyjnej trójka kajakarzy z najlepszymi czasami awansowała bezpośrednio do półfinału, pozostali zaś przystąpili do fazy rewanżowej, w której trójka najszybszych kajakarzy awansowała także do fazy półfinałowej. Z każdej rundy półfinałowej trójka najszybszych kajakarzy awansowała do finału.
Zawody w tej konkurencji wygrał reprezentant Węgier Mihály Hesz. Drugą pozycję zajął zawodnik z ZSRR Ołeksandr Szaparenko, trzecią zaś reprezentujący Danię Erik Hansen.

## Wyniki

### Eliminacje
Bieg 1
| Miejsce | Zawodnik           | Państwo           | Wynik   |
| ------- | ------------------ | ----------------- | ------- |
| 1.      | Rolf Peterson      | Szwecja           | 4:02,60 |
| 2.      | Andrei Conțolenco  | Rumunia           | 4:03,70 |
| 3.      | Mihály Hesz        | Węgry             | 4:04,70 |
| 4.      | Paul Hoekstra      | Holandia          | 4:05,70 |
| 5.      | Adrian Powell      | Australia         | 4:07,30 |
| 6.      | John Glair         | Stany Zjednoczone | 4:13,50 |
| –       | Fernando Inchauste | Boliwia           | DNF     |
| –       | Günther Pfaff      | Austria           | DNS     |

Bieg 2
| Miejsce | Zawodnik         | Państwo         | Wynik   |
| ------- | ---------------- | --------------- | ------- |
| 1.      | Erik Hansen      | Dania           | 4:05,60 |
| 2.      | Rolf Olsen       | Norwegia        | 4:08,00 |
| 3.      | Horst Mattern    | RFN             | 4:09,50 |
| 4.      | Marc Moens       | Belgia          | 4:09,60 |
| 5.      | José María Colón | Hiszpania       | 4:16,50 |
| 6.      | John Glavin      | Wielka Brytania | 4:16,70 |
| 7.      | Fidel Santander  | Meksyk          | 4:28,80 |

Bieg 3
| Miejsce | Zawodnik               | Państwo                  | Wynik   |
| ------- | ---------------------- | ------------------------ | ------- |
| 1.      | Władysław Szuszkiewicz | Polska                   | 4:03,40 |
| 2.      | Ołeksandr Szaparenko   | ZSRR                     | 4:04,60 |
| 3.      | Wolfgang Lange         | NRD                      | 4:05,30 |
| 4.      | Václav Mára            | Czechosłowacja           | 4:05,40 |
| 5.      | Gabor Joo              | Kanada                   | 4:11,80 |
| 6.      | Jouko Viitamäki        | Finlandia                | 4:22,20 |
| 7.      | Jérôme Dogo Gaye       | Wybrzeże Kości Słoniowej | 4:31,20 |

### Repasaże
Bieg 1
| Miejsce | Zawodnik         | Państwo   | Wynik   |
| ------- | ---------------- | --------- | ------- |
| 1.      | José María Colón | Hiszpania | 4:16,60 |
| 2.      | Paul Hoekstra    | Holandia  | 4:18,30 |
| 3.      | Jouko Viitamäki  | Finlandia | 4:25,80 |

Bieg 2
| Miejsce | Zawodnik        | Państwo           | Wynik   |
| ------- | --------------- | ----------------- | ------- |
| 1.      | Marc Moens      | Belgia            | 4:29,08 |
| 2.      | Gabor Joo       | Kanada            | 4:29,40 |
| 3.      | John Glair      | Stany Zjednoczone | 4:29,89 |
| 4.      | Fidel Santander | Meksyk            | 4:30,09 |

Bieg 3
| Miejsce | Zawodnik         | Państwo                  | Wynik   |
| ------- | ---------------- | ------------------------ | ------- |
| 1.      | Adrian Powell    | Australia                | 4:14,05 |
| 2.      | John Glavin      | Wielka Brytania          | 4:19,28 |
| 3.      | Václav Mára      | Czechosłowacja           | 4:20,58 |
| 4.      | Jérôme Dogo Gaye | Wybrzeże Kości Słoniowej | 4:31,69 |

### Półfinały
Bieg 1
| Miejsce | Zawodnik         | Państwo        | Wynik   |
| ------- | ---------------- | -------------- | ------- |
| 1.      | Rolf Peterson    | Szwecja        | 4:01,39 |
| 2.      | Václav Mára      | Czechosłowacja | 4:03,31 |
| 3.      | Wolfgang Lange   | NRD            | 4:04,62 |
| 4.      | Rolf Olsen       | Norwegia       | 4:09,06 |
| 5.      | José María Colón | Hiszpania      | 4:13,17 |
| 6.      | Gabor Joo        | Kanada         | 4:17,50 |

Bieg 2
| Miejsce | Zawodnik             | Państwo         | Wynik   |
| ------- | -------------------- | --------------- | ------- |
| 1.      | Erik Hansen          | Dania           | 3:58,72 |
| 2.      | Ołeksandr Szaparenko | ZSRR            | 3:59,37 |
| 3.      | Mihály Hesz          | Węgry           | 4:04,97 |
| 4.      | Marc Moens           | Belgia          | 4:06,55 |
| 5.      | John Glavin          | Wielka Brytania | 4:14,93 |
| 6.      | Jouko Viitamäki      | Finlandia       | 4:21,52 |

Bieg 3
| Miejsce | Zawodnik               | Państwo           | Wynik   |
| ------- | ---------------------- | ----------------- | ------- |
| 1.      | Władysław Szuszkiewicz | Polska            | 4:05,72 |
| 2.      | Paul Hoekstra          | Holandia          | 4:06,73 |
| 3.      | Andrei Conțolenco      | Rumunia           | 4:06,78 |
| 4.      | John Glair             | Stany Zjednoczone | 4:08,31 |
| 5.      | Adrian Powell          | Australia         | 4:08,76 |
| 6.      | Horst Mattern          | RFN               | 4:13,46 |

### Finał
| Miejsce | Zawodnik               | Państwo        | Wynik   |
| ------- | ---------------------- | -------------- | ------- |
| 01 !    | Mihály Hesz            | Węgry          | 4:02,63 |
| 02 !    | Ołeksandr Szaparenko   | ZSRR           | 4:03,58 |
| 03 !    | Erik Hansen            | Dania          | 4:04,39 |
| 4.      | Władysław Szuszkiewicz | Polska         | 4:06,36 |
| 5.      | Rolf Peterson          | Szwecja        | 4:07,86 |
| 6.      | Václav Mára            | Czechosłowacja | 4:09,35 |
| 7.      | Andrei Conțolenco      | Rumunia        | 4:09,96 |
| 8.      | Wolfgang Lange         | NRD            | 4:10,03 |
| 9.      | Paul Hoekstra          | Holandia       | 4:13,28 |